# Uganda Cowries
Pour l’article homonyme, voir émission des missionnaires.

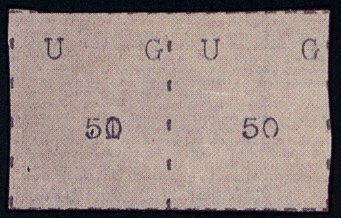
Une paire de 50 cauris.

Les Uganda Cowries ou émissions des missionnaires sont les deux premières séries de timbres-poste émises en Ouganda en mars 1895. Réalisées par un missionnaire à l'aide de sa machine à écrire, ces émissions permirent l'existence d'une poste locale au sein du protectorat créé en 1894.
Ces timbres sont appelés en anglais « Uganda cowries » (traduisible en français par « cauri d'Ouganda ») d'après la monnaie utilisée. Le cauri est le coquillage Erosaria moneta qui a servi de monnaie en Afrique de l'Est. En Ouganda, en 1895, 200 cauris valent une roupie.

## Description
Tapés à la machine à écrire, ces douze timbres dont deux non-émis (les 35 et 45 cauris) portent simplement un cadre extérieur composé de tirets horizontaux et verticaux, de la mention « U G » pour « Uganda Government » et une valeur faciale en cowries. Ils existent en deux typographies à cause d'un changement de machine à écrire au printemps 1895 et deux couleurs à cause d'un changement de ruban fin 1895 (en noir, puis en violet).
À cause des tarifs postaux, les deux valeurs les plus créées sont les 20 et 25 cauris.
La deuxième série, dont la légende « V.96.R » rend hommage à la reine Victoria, est émise en juin 1896, uniquement en couleur violette.

## Historique

### Création et carrière
En 1894, dans le royaume de Bouganda devenue protectorat britannique d'Ouganda, un administrateur, George Wilson, décide de développer une poste locale utilisant des timbres-poste pour signifier que le port est payé par l'expéditeur.
Un missionnaire, le révérend Ernest Millar (1868-1917) de Church Missionart Society accepte de créer les timbres à l'aide de sa machine à écrire. En noir, sur un papier fin, il tape les éléments nécessaires : apostrophes pour les limites latérales et traits d'union pour les limites horizontales, les lettres « U » et « G » dans les coins supérieurs et le nombre de la valeur faciale au centre. Les neuf derniers timbres sont frappés en tête-bêche par rapport aux douze rangées précédentes car la machine maintient mal le papier en bas de page.
Le service postal est ouvert et les timbres mis en vente le 20 mars 1895, après la publication des tarifs proportionnels à la distance le 16 mars précédent. L'annulation des timbres se fait d'une croix au crayon, faute de cachet d'oblitération en Ouganda jusqu'en 1898.
À partir du printemps 1895, le révérend Millar tape de nouveaux timbres à l'aide d'une nouvelle machine à écrire qui forment des caractères plus fins. De fin 1895 à novembre 1896, il compose avec un nouveau ruban, de couleur violette.
En juin 1896, les mentions sont modifiées : « Uganda » est écrit en entier en bas du timbre. En haut, la mention « V.96.R » rend hommage à la reine Victoria (« VR » pour Victoria Regina).

### Émissions suivantes
En 1897, l'imprimerie remplace la machine à écrire pour la troisième série. L'illustration se compose néanmoins toujours de mentions écrites : « UGANDA / POSTAGE / *V†R* / [valeur en anna et roupie ] / PROTECTORATE ».
L'année suivante, sont émis les premières timbres illustrés par l'effigie de la reine Victoria. En 1903, l'Ouganda utilise les mêmes timbres que l'Afrique orientale britannique, renommé Kenya en 1902, auquel est joint le Tanganyika en 1935. Sur ces timbres, le nom de l'Ouganda apparaît systématiquement.
En 1962, l'Ouganda émet ses premiers timbres de l'indépendance.

## Collection
Les Uganda cowries sont considérés comme des timbres très rares, surtout fragiles à cause du papier utilisé.

### Sources
- Richard Sirot, « First of their type » (premier de leur type, jeu de mots avec le nom en anglais de la machine à écrire : typewriter), article publié dans Stamp Magazine n°73-6, juin 2007, page 73. L'illustration est une bande de quatre timbres de 20 cowries neufs de 1895, conservé à la British Library de Londres.
- Catalogue de timbres', tome III, Outre-mer, éd. Yvert et Tellier, 1962, page 1 053 pour les premiers timbres de l'Ouganda.